# Децик Юліан Ілліч

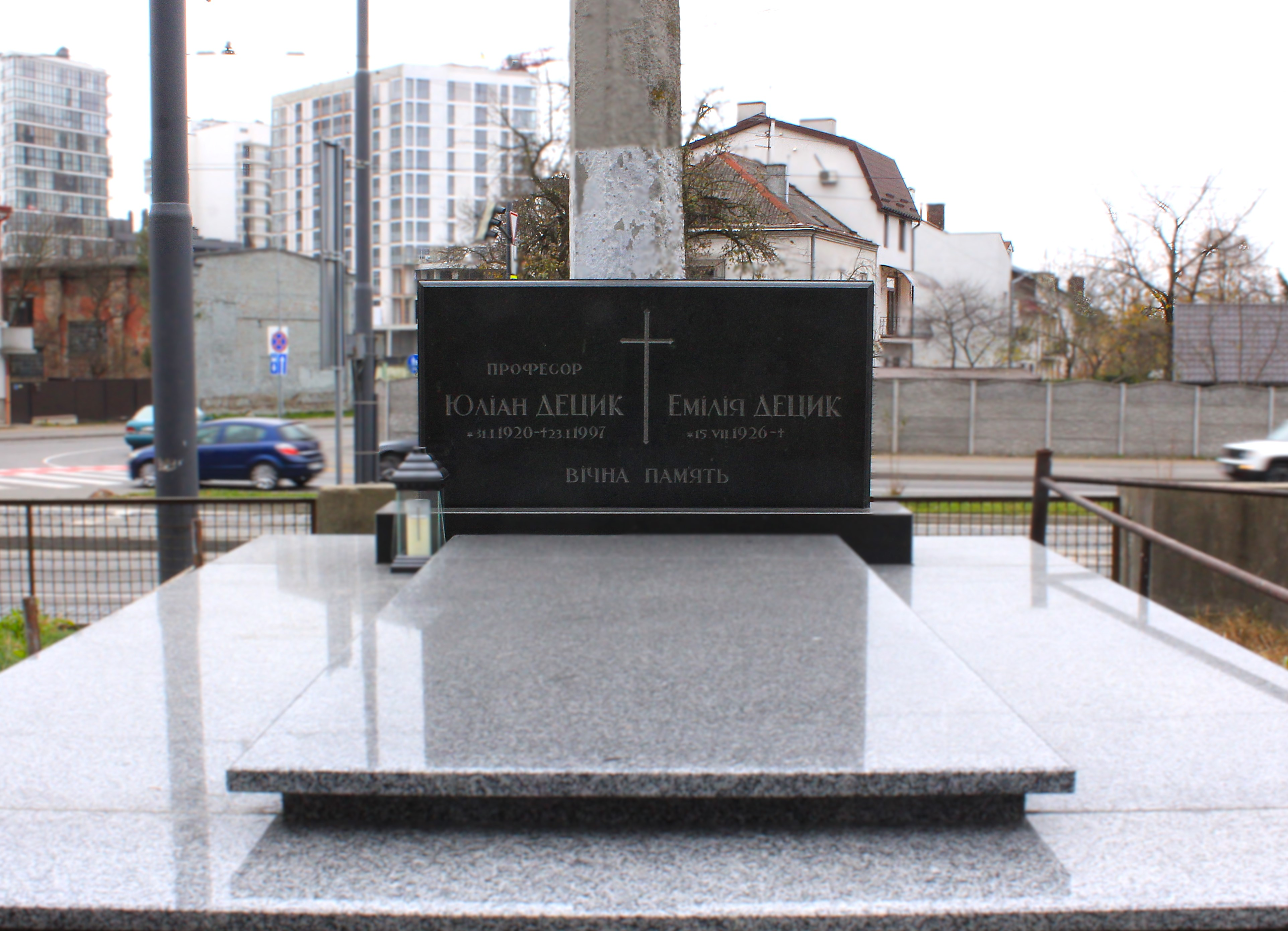
Гробниця родини Дециків.

Юліан Дéцик (нар. 31 січня 1920, Самбір Львівської обл. — пом. 23 січня 1997, Львів) — лікар-терапевт, доктор медичних наук (1967), професор (1968) пропедевтики внутрішніх хвороб (1963-88), заслужений діяч науки і техніки України (1991), член НТШ, відомий вчений, клініцист і педагог.

## Життєпис
Народився 31 січня 1920 — в Самборі Львівської обл. в родині церковного художника.
1945 закінчив Львівський медичний інститут (1945).
В 1945-48 продовжив навчання в аспірантурі.
у 1948-52 працював асистентом кафедри патологічної фізіології ЛМІ.
1952-56 — асистент, 1956-63 — доцент, 1963-88 — завідувач, 1988-96 — професор кафедри пропедевтики внутрішніх хвороб ЛМІ.

Написав близько 180 наукових праць та чотири монографії (дві з них у співавторстві) з питань кардіології, ревматології, гепатології, алергології й клінічної ензимології, розробив експрес-спосіб визначення активності сироваткової холінестерази, а також у співавторстві — підручник і посібник. Підготував 16 кандидатів та 4 докторів наук, очолював Львівське обласне товариство терапевтів.
Викладав українською мовою.
Помер 23 січня 1997 у Львові. Похований на Янівському цвинтарі.

## Основні праці
- Холинэргические факторы при анафилактическом шоке (канд. дис.). Львів, 1949
- Нейрогуморальные процессы при недостаточности кровообращения (докт. дис.). Львів, 1966
- Редкие и атипичные синдромы и заболевания в клинике внутренних болезней (монографія). Київ, Здоров’я, 1983 (співавт.)
- Диффузные болезни соединительной ткани в дерматологической практике (монографія). Київ, Здоров’я, 1988 (співавт.)
- Посібник з клінічної лабораторної діагностики. Київ, Здоров’я, 1992 (співавт.)
- Пропедевтика внутрішніх хвороб (підручник). Київ, Здоров’я, 1998, 2000 (2 вид.) (співавт.)